# 38-as villamos (Budapest)
A budapesti 38-as jelzésű villamos a József körút és a Bajcsy-Zsilinszky laktanya között közlekedett. A viszonylatot a Budapesti Közlekedési Vállalat üzemeltette.

## Története
1912-ben a Hungária körúton felavatott új sporttelephez közvetlen járatot indított a Budapesti Villamos Városi Vasút (BVVV) a Rókus kórháztól, ami a 38-as jelzést kapta. 1913. március 15-én a Baross utcába elterelt 26-os részleges pótlására állandósult a Rókus kórház – Népszínház utca – Salgótarjáni út – Hungária körút – Ferenc József-laktanya útvonalon. 1914 júliusától 1920 áprilisáig nem közlekedett, április 26-án (immáron a Budapesti Egyesített Városi Vasutak (BEVV) kötelékében) újraindult a korábbi útvonalán. 1923-ban a villamosüzem irányítását a Budapest Székesfővárosi Közlekedési Rt. (BSZKRT) vette át. Az 1926. július 12-én bevezetett új menetrendi csomaggal időszakos járattá minősítették, azonban július 26-án ezt visszavonták. 1944. szeptember 27-étől a laktanya és az Orczy tér között járt, októberben megszűnt.
1945. május 19-én a háború előtti útvonalán indították újra, mellette egy hétig 38A jelzéssel ingajárat is közlekedett a Salgótarjáni út – Ferenc József laktanya szakaszon. 1949. május 19-én a megszűnt a Rókus kórház előtti végállomás, helyette a Népszínház utcában kialakított új fejvégállomásra érkeztek a villamosok. A BSZKRT felbomlása után, 1949 októberétől az új szolgáltató a Fővárosi Villamosvasút Községi Vállalat (FVKV), későbbi nevén Fővárosi Villamosvasút (FVV) lett. Az 1958-as Országos Mezőgazdasági Kiállításra vasárnapokon (szeptember 14., 21., 28.) 38A jelzéssel kiegészítő járat indult az 1945-től Bajcsy-Zsilinszky nevét viselő laktanyától (Hungária körút – Salgótarjáni utca – Lóverseny tér), ekkor a 38-as nem közlekedett. 1966-ban a 38-ason bevezették a részleges kalauz nélküli közlekedést, majd a villamosközlekedést 1968-tól irányító Budapesti Közlekedési Vállalat 1969 júliusában teljesen átállt a kalauz nélküli közlekedésre. 1970. április 2-án az M2-es metróvonal megnyitásával életbe lépő forgalmi változások következtében végleg megszűnt a villamosjárat. Önálló szakaszán évtizedekre felszámolták a villamosközlekedést, a Hungária körút átépítésekor eltűntek az út szélén húzódó vágányok; az 1995 óta itt közlekedő 1-es villamos nyomvonalát már az út közepén jelölték ki.

## Útvonala
| Bajcsy-Zsilinszky laktanya felé | József körút felé |
| --- | --- |
| József körút vá. – Népszínház utca – Dobozi utca – Koltói Anna utca – Salgótarjáni utca – Hungária körút – Bajcsy-Zsilinszky laktanya vá. | Bajcsy-Zsilinszky laktanya vá. – Hungária körút – Salgótarjáni utca – Koltói Anna utca – Dobozi utca – Népszínház utca – József körút vá. |

## Megállóhelyei
| 0  | József körút végállomás                  | 10 | 4, 6, 28, 29, 30, 37, 44, 45, 46, 66, 67, 68 7, 12, 44, 45, 46                            |
| 1  | Nagyfuvaros utca (↓) Köztársaság tér (↑) | 9  | 28, 29, 30, 37                                                                            |
| 2  | Erdélyi utca (↓) Kun utca (↑)            | 8  | 28, 29, 30, 37                                                                            |
| 3  | Dobozi utca (↓) Teleki László tér (↑)    | 7  | 28, 29, 30, 37                                                                            |
| 4  | Mező Imre út                             | 6  | 23, 24, 27, 28, 29, 30, 36, 37 33                                                         |
| 5  | Kerepesi temető X-es kapu                | 5  | 29, 37                                                                                    |
| 6  | Asztalos Sándor utca                     | 4  | 29, 37                                                                                    |
| 7  | Hungária körút                           | 3  | 29, 37 75, 75A 55                                                                         |
| 8  | Ciprus utca                              | 2  |                                                                                           |
| 9  | Hős utca                                 | 1  | 75, 75A 55                                                                                |
| 10 | Bajcsy-Zsilinszky laktanya végállomás    | 0  | Csömöri HÉV, Rákosszentmihályi HÉV, Gödöllői HÉV (Hungária út) 75, 75A 19, 44, 46, 55, 67 |